# Чёрная звезда Квинсленда
Чёрная звезда Квинсленда (англ. Black Star of Queensland) — большой драгоценный камень, крупнейший в мире звёздный сапфир, 733 карат (146,6 г). Он был обнаружен в Квинсленде в 1930-х годах .

## История
Звездчатый чёрный сапфир самых больших размеров был найден в 1938 году в Австралии, в штате Квинсленд. Он был обнаружен простым двенадцатилетним мальчиком, который играл на так называемом «Сапфировом поле» или поле под названием Анки (крупнейшее австралийское месторождение сапфиров). Найдя огромный кристалл черного цвета, мальчик Рой Спенсер поспешил к своему отцу занимавшемуся поиском драгоценных камней. В силу своих недостаточных знаний о цветовых гаммах сапфиров, Гарри Спенсер не сразу признал в кристалле настоящую драгоценность. Но камень он все-таки оставил для подпирания двери.
Лишь через 10 лет Спенсер распознал в чёрном камне настоящий сапфир. В 1947 году за 18 тысяч долларов США чёрный сапфир перешел в руки армянского ювелира по имени Гарри Казанджан. Именно этому ювелиру удалось превратить огромный чёрный камень в «Чёрную звезду Квинсленда». Он огранил сапфир, придав ему овальную форму, называемую кабошон. Сначала вес камня составляла 1156 карат. После обработки ювелиром «Чёрная звезда Квинсленда» стала весить 733 карата.
Результатом кропотливой работы стал чёрный сапфир, в центре которого блестит звезда с шестью вершинами. На тот момент (1949 год) «Чёрную звезда Квинсленда» оценивали в 1 миллион долларов США. В камне просматриваются белые вкрапления, но они не портят сапфир, а лишь подчёркивают его красоту.
«Чёрная звезда Квинсленда» принесла славу и успех армянскому ювелиру. Поэтому он не спешил с его продажей. Гарри Казанджан расстался с уникально красивым камнем лишь через несколько лет. Подробности операции до сих пор остаются в тайне. Следующая смена владельца уникального чёрного сапфира произошла в 2002 году. Её подробности также неизвестны. 2007 год принес «Чёрной звезде Квинсленда» нового владельца.
За всю историю своего существования сапфир «Чёрная звезда Квинсленда» лишь дважды был показан миру. Впервые это произошло в 1969 году. Армянский ювелир дал разрешение выставить черный драгоценный камень на экспозиции в Музее естественной истории (Вашингтон). Второй раз зрители смогли полюбоваться сапфиром в 2007 году. Произошло это в канадском Королевском музее Онтарио.
По некоторым сведениям владельцем на 2020 г является миллиардер Марк Гинзбург